# Persuasion
Persuasion  (in het Nederlands vertaald als Overreding en overtuiging) is Jane Austens laatste compleet afgeronde roman. Het verhaal gaat over Anne Elliot die onder druk van haar familie en vriendin haar verloving verbreekt, maar acht jaar later uiteindelijk toch trouwt met haar grote liefde Frederick Wentworth, kapitein bij de Royal Navy. Austen begon eraan te schrijven vlak nadat ze Emma had geschreven en rondde het boek af in augustus 1816. Zij stierf in 1817 op 41-jarige leeftijd. Het boek werd pas na haar dood, in 1818, uitgebracht.
Persuasion hangt samen met Northanger Abbey, een van Austens andere romans. Niet alleen omdat beide boeken oorspronkelijk in één band werden uitgebracht, ook doordat beide boeken zich afspelen in Bath, een moderne badplaats en tevens kuuroord waar Austen zelf van 1801 tot 1805 had gewoond.

## Boektitel als variatie op een thema
Lezers van het boek zouden kunnen concluderen dat Austen persuasion (vertaald: overtuiging, overreding) heeft gebruikt als centraal thema, met korte schetsen binnen het verhaal als variaties op dat thema. Anderzijds is er bewijs dat Austen niet zo'n expliciet thema in gedachten had bij het schrijven van het boek, en is het niet zeker dat zij degene is geweest die de titel heeft gekozen. Het wordt aannemelijk geacht dat Janes zuster Cassandra of haar broer Henry na Janes dood de titel hebben bedacht. Henry was al lange tijd een voorvechter van Janes werk en bemiddelde voor haar in de uitgeverswereld, waar een man veel meer invloed had dan een vrouw. Hij was dan ook degene die zorgde voor de publicatie van het boek na Janes dood, en dus ook mogelijk voor de keuze van de titel. Er wordt ook gesuggereerd dat Jane het boek The Elliots wilde noemen, maar dat ze stierf voordat ze dat had doorgevoerd.

## Inhoud
Anne Elliot is de onopvallende middelste dochter van de ijdele Sir Walter Elliot, een baronet, die zich zeer bewust is van zijn knappe uiterlijk en hoge status, en die enorme sommen geld uitgeeft. Annes moeder, een vriendelijke en verstandige vrouw, is lang geleden overleden. Haar oudere zuster Elizabeth lijkt in haar gedrag erg op haar vader en schept genot in het feit dat ze als oudste dochter de rol van haar moeder kan innemen. Annes jongere zuster Mary is een nerveuze, afhankelijke en ijdele jonge vrouw, die een onbeduidend huwelijk is aangegaan met Charles Musgrove van Uppercross Hall, erfgenaam van een wat boerse, maar gerespecteerde plaatselijke landjonker. Geen van haar eigen familieleden is prettig gezelschap voor de elegante en intelligente Anne, die voorbestemd lijkt om een oude vrijster te worden.
Toen Anne zich op haar negentiende verloofde met Wentworth werd Anne door haar moeders beste vriendin - en tevens haar enige vertrouwelinge - Lady Russell overgehaald om de verloving met de man waar ze veel van hield te verbreken. Lady Russell was ervan overtuigd, dat het geen wijze keuze was van Anne om te trouwen met een jonge marineofficier zonder goede (financiële) vooruitzichten.
Jaren later komt Wentworth opnieuw in Annes leven, wanneer Sir Walter door zijn eigen losbandigheid wordt gedwongen het landgoed Kellynch Hall, te verhuren aan Wentworths zwager Admiral Croft. Sir Walter verhuist met Elizabeth en Elizabeths vriendin, de intrigante Mrs. Clay, naar Bath, waar ze voor niet al te veel geld hun status kunnen ophouden. Anne wordt naar Mary gestuurd, omdat Mary zich niet al te goed voelt. In de tussentijd brengt Wentworth een bezoek aan zijn zus en zwager en komt daar ook in contact met de Musgroves, en uiteraard met Anne.
Wentworth is erg succesvol geweest in de napoleontische oorlogen en heeft daar een fortuin van £25.000 vergaard aan prijsgeld. De Musgroves, bestaande uit Annes zuster Mary en haar man Charles, en Charles' jongere zusters Henrietta and Louisa, zijn zeer gecharmeerd van de komst van de Crofts en de Wentworths in de buurt. Henrietta en Louisa voelen zich onmiddellijk aangetrokken tot Wentworth, hoewel Henrietta al is verloofd met een neef van de Musgroves, dominee Charles Hayter. Hayter wordt gezien als een respectabele partij, maar niet meer dan dat, aangezien hij qua status lager staat dan de Musgroves en financieel en sociaal minder te bieden heeft. Charles, Mary en de Crofts blijven speculeren over wie Wentworths gelukkige bruid zal zijn.

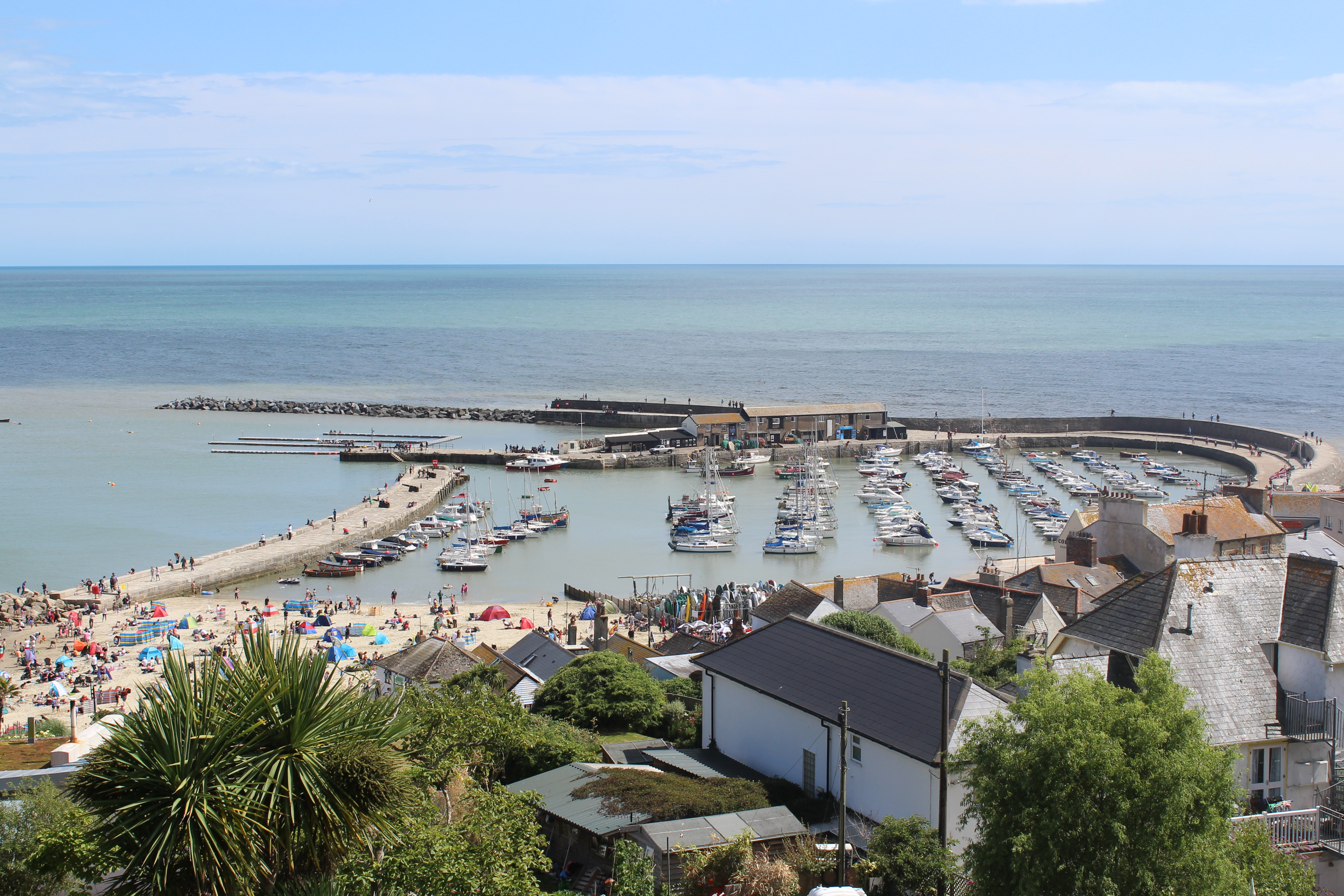
De haven van Lyme Regis, waar Louisa naar verluidt is gevallen.

Wanneer Captain Wentworth zijn goede vriend Captain Harville wil bezoeken in het nabijgelegen Lyme Regis, gaat het hele gezelschap mee voor een dagtochtje. Tijdens een wandeling komt Louisa Musgrove ernstig ten val en loopt daarbij een zware hersenschudding op door haar eigen onbesuisde gedrag. Deze gebeurtenis maakt de verschillen tussen de verstandige Anne en de koppige en onnadenkende Louisa extra duidelijk. Terwijl omstanders schreeuwen dat Louisa dood is en haar reisgenoten met stomheid geslagen toekijken zonder een hand uit te steken, biedt Anne eerste hulp en vertelt de anderen hoe te handelen. Door deze gebeurtenis leert Wentworth Annes kwaliteiten weer waarderen.
Louisa herstelt langzaam van haar val, maar is er sterk door veranderd. Haar meer timide en zachtaardiger houding zorgt ervoor dat een vriend van Wentworth, Captain Benwick, zich tot haar aangetrokken voelt en haar aandacht en troost geeft. Benwick is in de rouw vanwege de dood van zijn verloofde. Louisa en Benwick vinden rust en sympathie bij elkaar en verloven zich.
Sir Walters neef en erfgenaam William Elliot zoekt in Bath toenadering tot de familie. Elizabeth neemt aan dat hij haar het hof wil maken, maar wanneer Anne zich bij haar familie in Bath voegt, verplaatst zijn aandacht zich (tot Elizabeths spijt) naar haar. Hoewel William Elliot een keurige heer lijkt, wantrouwt Anne hem en zijn bedoelingen. Anne uit haar verdenkingen tegen Lady Russell, maar deze wil hier niets van weten. Ze wordt uit onverwachte hoek ingelicht over William Elliot wanneer ze een oude schoolvriendin opzoekt in Bath, Mrs. Smith, die onder uiterst armoedige omstandigheden leeft. Mrs. Smith en haar inmiddels overleden echtgenoot waren ooit goed bevriend met Mr. Elliot. Hij haalde hen over een financieel extravagant leven te leiden, maar liet hen onmiddellijk vallen toen hij doorkreeg dat hun geld op was. Anne krijgt door hoe Mr. Elliots karakter is en moet constateren dat hij een egoïstische bedrieger is. Mrs. Smith vermoedt bovendien dat Mr. Elliot de banden met Annes familie wil aantrekken om de erfenis van zijn titel zeker te stellen, om zo een huwelijk tussen Sir Walter en Mrs. Clay  (en een mogelijke mannelijke erfgenaam) te voorkomen. Anne doorziet dat ze het beste op haar eigen oordeel kan vertrouwen en krijgt hierdoor meer zelfvertrouwen.
De Musgroves bezoeken Bath om trouwjurken te kopen voor hun dochters Louisa en Henrietta, die zich verloofd hebben met Captain Benwick en dominee Hayter. Captain Wentworth en zijn vriend Captain Harville vergezellen hen tijdens dit bezoek aan Bath. Anne en Harville voeren een gesprek over wispelturigheid (in zijn ogen een vrouwelijke eigenschap) en standvastigheid (een mannelijke), terwijl Wentworth op enkele meters afstand een brief schrijft en meeluistert. Dit brengt hem ertoe zijn gevoelens voor Anne op papier te zetten. Anne en Wentworth komen weer bij elkaar en verloven zich opnieuw. Wentworth wordt nu door Annes vader wél als een goede partij beschouwd – zijn tanende en Wentworths groeiende fortuin hebben hen hun standpunt doen wijzigen. Bovendien is sir Walter erg onder de indruk van het knappe voorkomen van Wentworth. Elizabeth blijft als een oude vrijster achter. Lady Russell geeft ruiterlijk toe dat ze het bij het verkeerde eind had betreffende Wentworth, en Anne en Lady Russell blijven bevriend. Mrs. Smith komt dankzij de inspanningen van Wentworth in het bezit van een belegging en blijft bevriend met Anne en Wentworth.

## Belangrijkste personages
Sir Walter Elliot, Bt. is een ijdele en zelfvoldane baronet. Zijn losbandige gedrag na het overlijden van zijn vrouw dertien jaar geleden heeft zijn gezin in financiële problemen gebracht. Die problemen zijn zo ernstig, dat de familie het landgoed Kellynch Hall moet verhuren en zelf naar een kleiner huis in Bath verhuist.
Elizabeth Elliot is de oudste en knapste dochter van Sir Walter. Ze moedigt het extravagante gedrag van haar vader aan en is zodoende medeschuldig aan de financiële problemen van de familie. Zowel Sir Walter als Elizabeth stellen hun eigen belang ver boven dat van Anne, die vrijwel volledig door hen genegeerd wordt.
Anne Elliot is de zevenentwintigjarige, ongetrouwde tweede dochter van Sir Walter. Ze is erg intelligent en was aanvankelijk ook erg mooi, maar verloor veel van haar schoonheid toen ze op advies van Lady Russell haar verloving met haar grote liefde, Captain Wentworth, moest verbreken vanwege zijn geringe inkomen en onbeduidende sociale afkomst.
Mary Musgrove is de derde en jongste dochter van Sir Walter, en is getrouwd met Charles Musgrove. Ze is dol op aandacht en veinst vaak zwakte of ziekte wanneer ze haar zin niet krijgt. Ze is sterk tegen een verbintenis tussen haar schoonzuster Henrietta en dominee Hayter, omdat ze vindt dat Hayter te laag van stand is.
Charles Musgrove is de echtgenoot van Mary en erfgenaam van het landgoed van de Musgroves. Hij wilde aanvankelijk met Anne trouwen, maar toen zij zijn hand weigerde, deed hij een aanzoek aan Mary. In de grond een fatsoenlijke kerel, die soms de weg van de minste weerstand kiest.
Lady Russell is een vriendin van de familie Elliot, met name van Anne, van wie ze ook de voogdes is. Zij is degene die Sir Walter ertoe aanzet Kellynch Hall te verhuren en zelf kleiner en goedkoper te gaan wonen om een financiële crisis af te wenden. Lady Russell overreedde Anne jaren geleden haar verloving met Wentworth te verbreken en zijn huwelijksaanzoek af te wijzen. Hoewel ze veel verstandiger is dan Sir Walter is ook Lady Russell erg klassebewust, ze vond Wentworth dan ook niet goed genoeg voor Anne, vanwege zijn lage afkomst en geringe inkomen.
Mrs. Clay is een arme weduwe en de dochter van de advocaat van Sir Walter. Ze is bevriend met Elizabeth Elliot. Mrs. Clay tracht Sir Walter tot een huwelijk met haar te verleiden.
Captain Frederick Wentworth is een marineofficier; zeven jaar geleden was hij korte tijd verloofd met Anne Elliot. Hij had destijds geen fatsoenlijk inkomen en geen status, maar dankzij zijn successen in de napoleontische oorlogen vergaarde hij rijkdom en verbeterde hij zijn status.
Admiral Croft is de goedgehumeurde en openhartige huurder van Kellynch Hall. Hij is de zwager van Captain Wentworth.
Sophy Croft is een zuster van Captain Wentworth en getrouwd met Admiral Croft. Ze is uit liefde met (toen nog kapitein) Croft getrouwd, en fungeert als voorbeeld voor Anne, die door haar inziet dat een vrouw met een sterke wil uit liefde kan trouwen in plaats van voor het geld.
Louisa Musgrove is de tweede zuster van Charles Musgrove, en is ongeveer 19 jaar oud. Louisa is een vrolijke jonge vrouw die recent samen met haar zuster van school is teruggekeerd naar huis. Captain Wentworth bewondert haar voor haar vastberadenheid en doorzettingsvermogen, vooral daar hij vindt dat dat contrasteert met Annes omzichtigheid en gebrek aan overtuiging. Uiteindelijk verlooft Louisa zich met Captain Benwick.
Henrietta Musgrove is de oudste zuster van Charles Musgrove van ongeveer 20 jaar oud. Henrietta is onofficieel verloofd met haar neef, dominee Charles Hayter, maar voelt zich desalniettemin aangetrokken tot de knappere Captain Wentworth.
Captain Harville is een vriend van Captain Wentworth. Hij raakte twee jaar geleden zwaargewond en werd ontslagen met behoud van de helft van zijn salaris. Hij woont samen met zijn familie in Lyme.
Captain James Benwick is een vriend van Captain Harville. Benwick is verloofd geweest met Harvilles zuster Fanny, maar zij stierf toen Benwick op zee was. Dit verlies heeft van Benwick een melancholiek man gemaakt met een liefde voor poëzie. Zijn plezier in lezen zorgt ervoor, dat hij een van de weinige personages in het verhaal is die een intellectuele band hebben met Anne, en er wordt in het verhaal ook geïmpliceerd dat hij romantische interesse heeft in haar. Hij verlooft zich uiteindelijk met Louisa Musgrove.
Mr. William Elliot is een neef en de erfgenaam van Sir Walter. Hij is vervreemd geraakt van de familie toen hij een rijke vrouw trouwde van een veel lagere sociale stand. Sir Walter en Elizabeth hadden gehoopt dat hij met Elizabeth zou trouwen. William Elliot is nu weduwnaar en in een poging de erfenis en de titel zeker te stellen, hernieuwt hij de contacten met Sir Walter en zijn dochters. Hij houdt Mrs. Clay in het oog, die, als zij met Sir Walter zou trouwen, roet in Elliots eten zou gooien. Wanneer hij per ongeluk Anne tegen het lijf loopt, is zijn interesse gewekt: als hij met Anne zou trouwen is zijn erfenis immers ook veilig. Er gaan geruchten dat Anne en hij zich verloven.
Mrs. Smith is een in Bath woonachtige schoolvriendin van Anne. Ze is weduwe en heeft een slechte gezondheid en financiële problemen. Ze houdt zichzelf op de hoogte van alle roddels en nieuwtjes in Bath door haar verpleegster, Nurse Rooke, uit te horen, die tevens voor bekenden van William Elliot werkt. Mrs. Smiths financiële problemen zouden kunnen worden opgelost door William Elliot, een voormalig vriend van haar overleden man, maar die doet geen moeite voor haar en laat haar berooid achter.
Lady Dalrymple is een burggravin en een nicht van Sir Walter. Ze begeeft zich in hoge kringen door haar status, zowel vanwege haar geld als vanwege haar titel. Sir Walter en Elizabeth worden in Bath graag samen met haar gezien.

## Kritiek en thematiek
Persuasion wordt door veel lezers beschouwd als een aangrijpend liefdesverhaal, ondanks wat wel wordt bestempeld als een "eenvoudige plot". Austens schrandere en ironische schrijfstijl komen in dit boek goed tot uiting, ondanks het feit dat ze het boek bijzonder snel heeft geschreven vanwege haar ziekte waar ze uiteindelijk ook aan is overleden. Het verhaal is minder ‘gepolijst’ dan bijvoorbeeld Emma en Mansfield Park, en is in tegenstelling tot de voornoemde romans niet door Austen herzien.
Hoewel de invloed van Austens slechte gezondheid ten tijde van het schrijven van deze roman niet moet worden onderschat is het verhaal in meerdere opzichten verrassend origineel. Anne Elliot is de eerste hoofdpersoon uit haar boeken die volgens de toen geldende normen al ver over haar jeugdige hoogtepunt heen was. Biografe Claire Tomalin karakteriseert het boek als Austens "cadeau aan zichzelf, aan Miss Sharp, aan Cassandra Austen, aan Martha Lloyd ... aan alle vrouwen die hun kansen in het leven hadden verloren en nooit een tweede lente zouden krijgen".
Het boek is ook een lofzang op de ‘self-made man’. Captain Wentworth is slechts een van de vele in het boek genoemde marine-officieren, die vanuit een lage sociale rang rijk zijn geworden en status hebben verworven, zonder kruiwagen of hulp van buitenaf. In Austens tijd werd door de ‘oude rijken’ zoals Sir Walter, vaak erg laatdunkend gedaan over )nouveaux riches’ zoals Wentworth. Het succes van Austens beide broers in de Royal Navy is waarschijnlijk debet aan Austens pleidooi voor de nouveau riche.

## Film- en televisiebewerkingen
Persuasion is diverse malen bewerkt:
- 1960: Persuasion, BBC miniserie met Daphne Slater als Anne en Paul Daneman als Captain Wentworth.
- 1971: Persuasion, BBC miniserie met Anne Firbank als Anne en Bryan Marshall als Captain Wentworth.
- 1995: Persuasion, televisiefilm met Amanda Root als Anne en Ciarán Hinds als Captain Wentworth.
- 2007: Persuasion, televisiebewerking, gefilmd in Bath in september 2006 voor ITV1, met Sally Hawkins als Anne, Rupert Penry-Jones als Wentworth, en Anthony Head als Sir Walter Elliot